# Tsunku
Mitsuo Terada (Japans: 寺田 光男, Terada Mitsuo; Higashiosaka, 29 oktober 1968), beter bekend als Tsunku (つんく of つんく♂), is een Japans muziekproducent, componist-tekstschrijver en zanger.
Hij is producer en songwriter voor de meidengroep Morning Musume en andere artiesten van zijn project "Hello! Project", dat hij eind jaren negentig begon. Voordien was hij zanger van de poprockband Sharam Q. Ook schreef en produceerde hij voor Japanse sterren als Ayumi Hamasaki. Zijn muzikale invloeden zijn onder andere The Beatles, Amerikaanse en Europese hits, disco.